# Neviusia dunthornei
Espèce
Classification phylogénétique
Neviusia dunthornei est une espèce éteinte de plantes à fleurs du genre Neviusia de la famille des Rosaceae. L'espèce est uniquement connue du temps de l'Éocène, à l'étage de l'Yprésien, dans la formation d'Allenby, en Colombie-Britannique.

## Histoire et classification
Neviusia dunthornei est seulement connu de deux fossiles, l'holotype "UWBM 54169" et le paratype "UWBM 97148". Les deux spécimens sont conservés dans les collections paléobotaniques du Musée Burke d'histoire naturelle et de culture, qui fait partie de l'université de Washington à Seattle. L'espèce est décrite à partir des deux spécimens de feuilles trouvés dans la localité de One Mile Creek, UWBM 53355 en 1991 par Wesley Wehr et Peter Dunthorne. Cette localité se situe dans la formation d'Allenby désignée localité type.
Les spécimens furent étudiés par les paléobotanistes Melanie L. DeVore et Steven M. Moore du Georgia College & State University, Kathleen B. Pigg de l'université d'État de l'Arizona et Wesley C. Wehr du Musée Burke. Melanie DeVore et ses coauteurs publient la description type de N. dunthornei en 2004 dans la revue Rhodora. Melanie DeVore et ses coauteurs choisissent le nom spécifique dunthornei, en l'honneur de Peter Dunthorne de Sedro-Woolley, en reconnaissance des travaux de collecte effectués dans l'Okanagan Highland, auxquels il a aidé et participé.
Le holotype de Neviusia dunthornei est une feuille complète bien que le limbe soit replié près de la base, tandis que le paratype est plus fragmentaire. Ensemble, les deux feuilles fossiles à empreinte de compression, conservées dans du shale clair gris-vert, présentent la forme, la marge et la morphologie de la feuille, ainsi que la structure de la veine et des dents. La morphologie et la structure générales des feuilles de N. dunthornei sont comparables à celles de l'espèce vivante Neviusia cliftonii dont les feuilles sont largement ovales, avec des veines secondaires subopposées et un motif veineux similaire. Les bords des feuilles sont serrés avec deux à trois ordres de dents présents. Contrairement à N. dunthornei, les feuilles de Neviusia alabamensis sont en général plus allongées, avec des dents plus fines et des veines secondaires plus alternes. Neviusia dunthornei se distingue des deux genres modernes par ses feuilles ayant une nervure centrale plus épaisse.
La présence de Neviusia dans les flores de l’Éocène de l'Okanogan Highland suggère que la tribu Kerrieae est originaire d'Asie et fut présente en Amérique du Nord mais n'est pas devenue un élément floristique majeur. Ceci est corroboré par l’absence de tout genre de la tribu Kerrieae dans le Mississippi, des formations éocènes telles que la formation de Claiborne.